# جزیره راتنست
جزیره راتنست (به انگلیسی: Rottnest Island) یک جزیره در استرالیا است که در استرالیای غربی واقع شده‌است.